# Leopoldo Ramírez Jiménez
Leopoldo Ramírez Jiménez va ser un militar espanyol que partició en la Guerra civil.

## Biografia
Militar professional, pertanyia a l'arma d'infanteria. El juliol del 1936 era capità del Terç a Tetuan; després de produir-se el cop d'estat de 1936 va aconseguir fugir del protectorat del Marroc i tornar a la zona republicana. Al front de Terol va estar al capdavant de la columna «Torres-Benedito». Amb posterioritat arribaria a manar breument les brigades mixtes 84a i 144a, durant el seu període de formació. Posteriorment manaria la 130a Brigada Mixta, al front pirinenc. També seria cap d'Estat Major de la 43a Divisió durant la batalla de la bossa de Bielsa. A la fi de 1938 manava la 55a Divisió, desplegada ael front del Segre.
Posteriorment es perd el seu rastre.